# خشم (فیلم ۱۹۸۰)
خشم (به هندی: Aakrosh) فیلمی محصول سال ۱۹۸۰ و به کارگردانی گوویند نیهلانی است. در این فیلم بازیگرانی همچون نصیرالدین شاه، اسمیتا پاتیل، آمریش پوری، اوم پوری، موهان آگاشه، نانا پالشیکار، ریما لاگو ایفای نقش کرده‌اند.